# Autorretratos de Goya

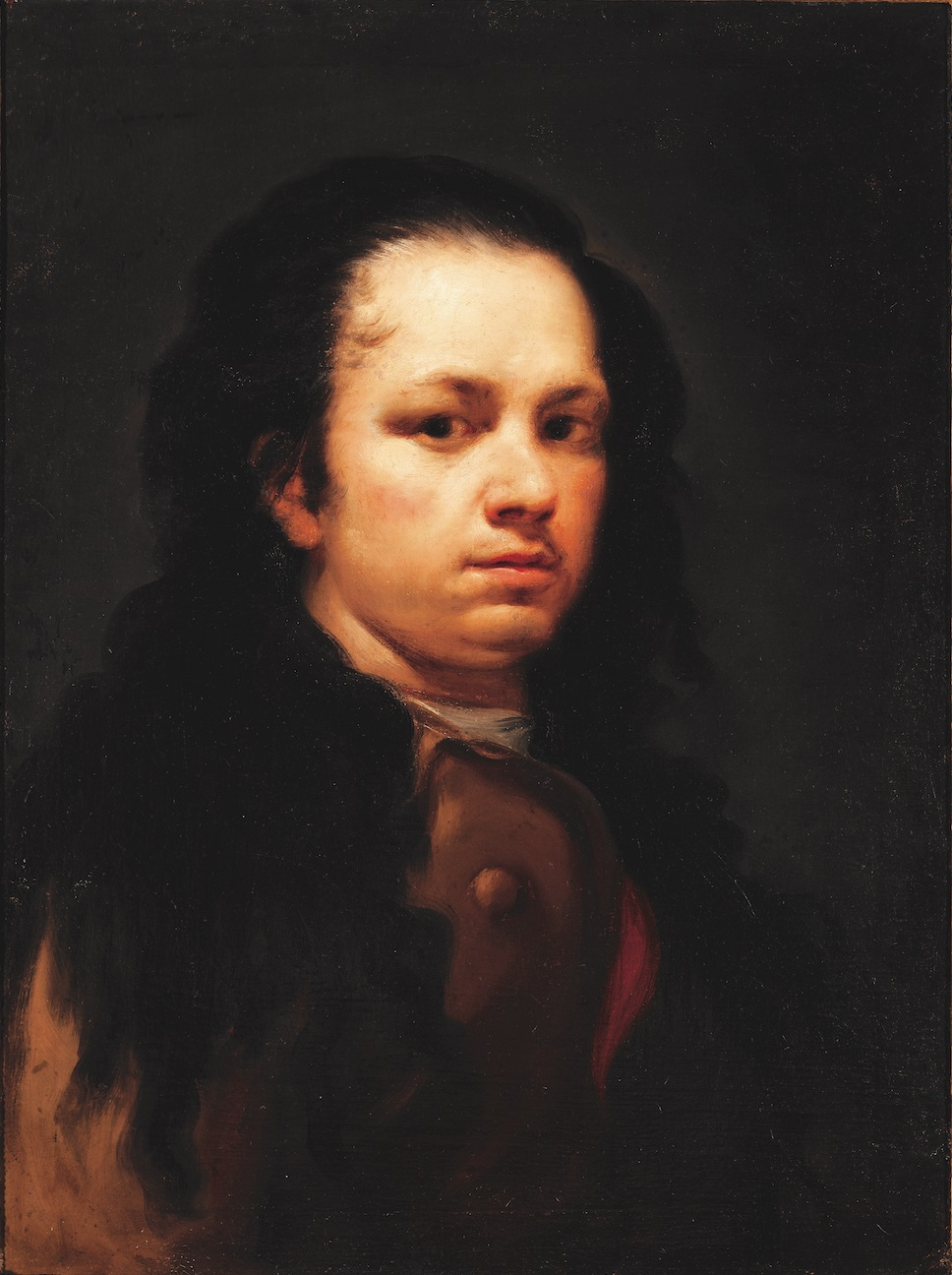
O primeiro autorretrato conhecido de Goya - c. 1775

Francisco de Goya realizou numerosos autorretratos a partir dos quais se pode estudar a evolução da sua aparência física e até aspectos da sua condição humana, tanto em pinturas a óleo como em desenhos; às vezes com sua efígie, outras vezes em corpo inteiro e em inúmeras ocasiões incluída em uma pintura de grupo como um todo.

## Década de 1770
O primeiro autorretrato conhecido foi feito por volta de 1775 (óleo sobre tela, 59,6 x 44,6 cm, coleção da Fundación Ibercaja) possivelmente após sua chegada a Madri. Ele faz um relato de sua imagem após o retorno de sua viagem para a Itália em 1770, embora Juan José Luna seja a favor de datá-lo antes deste ano, considerando-o um retrato feito para que sua família o lembrasse antes de sua viagem imediata. Ele aparece com cabelos longos, possivelmente evocando a imagem dos mestres barrocos, com uma atitude de firmeza, autoconfiança e um toque de rebeldia a julgar pelos cabelos soltos que lhe caem sobre os ombros. Pintado com meticulosidade, destaca um rosto arredondado, um nariz um tanto achatado e uma constituição espessa, embora de nobre elegância. A influência de Anton Raphael Mengs pode ser percebida nesta obra,6 tanto na aplicação da tinta quanto na a semelhança com um autorretrato do próprio Mengs feito por volta de 1773.

## Década de 1780

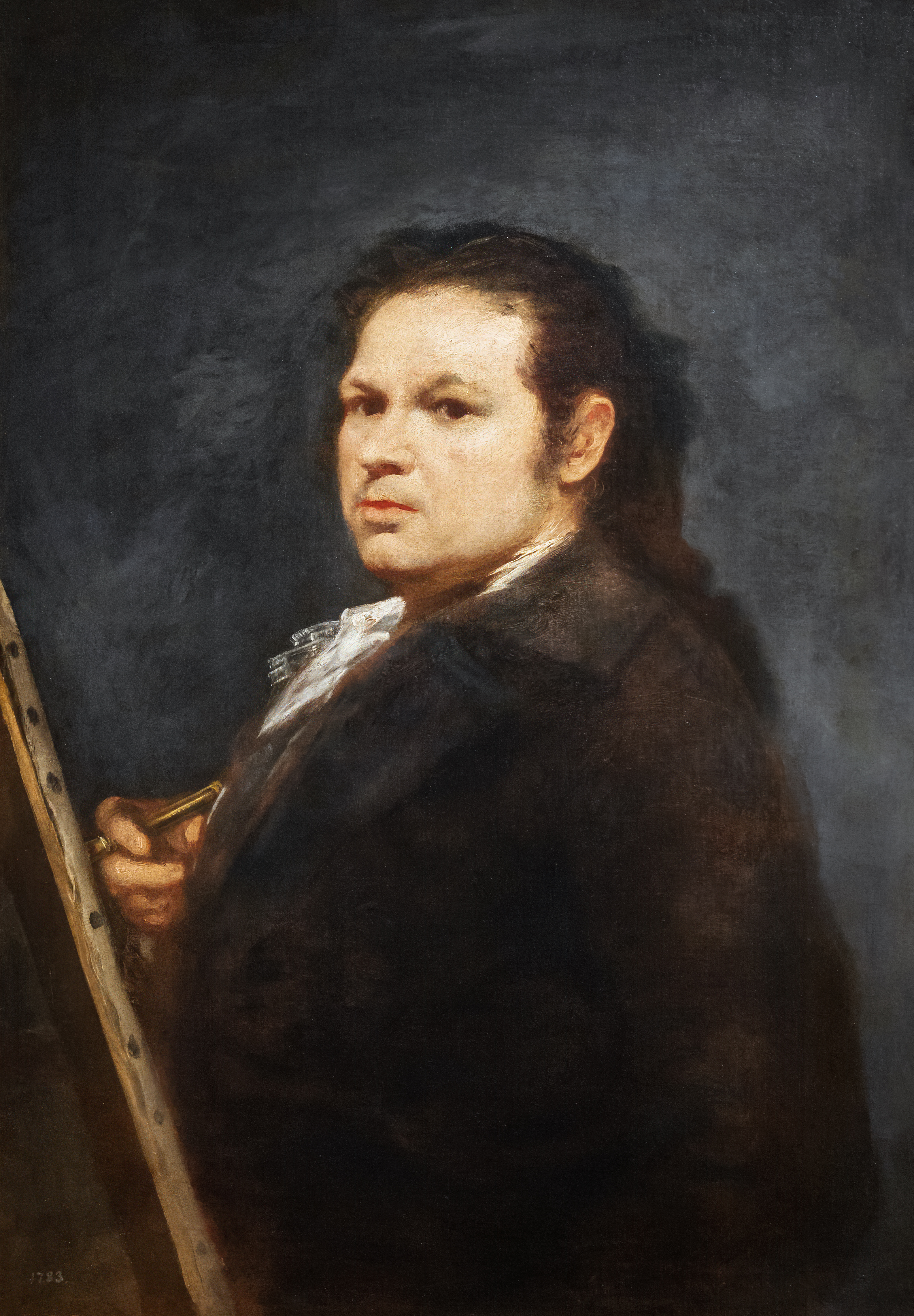
(Agen) Autorretrato de Goya (1783) - Musée des Beaux-Arts d'Agen

Devemos esperar até a década de 1780 para encontrar uma nova imagem do artista. Desta vez ele aparece com o corpo de perfil pintando uma grande tela e olhando para o espectador. Despojado de atributos relacionados com a sua posição de pintor régio, volta o rosto para o tema que pinta, dando-nos assim uma imagem ligeiramente escorçada do mesmo. A pincelada aqui é mais solta, Goya aparece vestido com roupas confortáveis em um interior, avançando o modelo de retrato burguês que seria seu a partir desses anos.
Da mesma época é o autorretrato que incluiu na pintura para uma das capelas de São Francisco Magno, Pregação de São Bernardino de Siena, onde o pintor reafirma a sua personalidade ao aparecer numa das obras que empreendeu com maior ambição. Aparece também no Retrato do Conde de Floridablanca de 1783 e na obra que dedicou no ano seguinte à representação da família do Infante Luis de Borbón. Mais tarde, em 1800, aparece pintando uma grande tela, tal como fez Velázquez em Las Meninas, no retrato de A Família de Carlos IV.
Existem também numerosos desenhos em que o artista se retrata. O busto em grafite com peruca do Museu de Belas Artes de Boston, também de cerca de 1783, do Museu de Arte Moderna de Nova Iorque, com chapéu de três pontas ou tricórnio (cerca de 1790 ou talvez antes de 1783, a julgar pelo traje setecentista e pela robustez do rosto), e outro de cerca de 1800, pintado com tinta e aguada da China. Muito comentado este último retrato, em que seu rosto aparece completamente frontal e franjado por uma juba de Medusa presa pelas costeletas à barba, delineando todo o oval do rosto, com um olhar de grande intensidade. Foi visto como um retrato completamente romântico que guarda curiosas semelhanças com aqueles desenhados pelo surrealista Antonin Artaud após a Segunda Guerra Mundial.

## Década de 1790

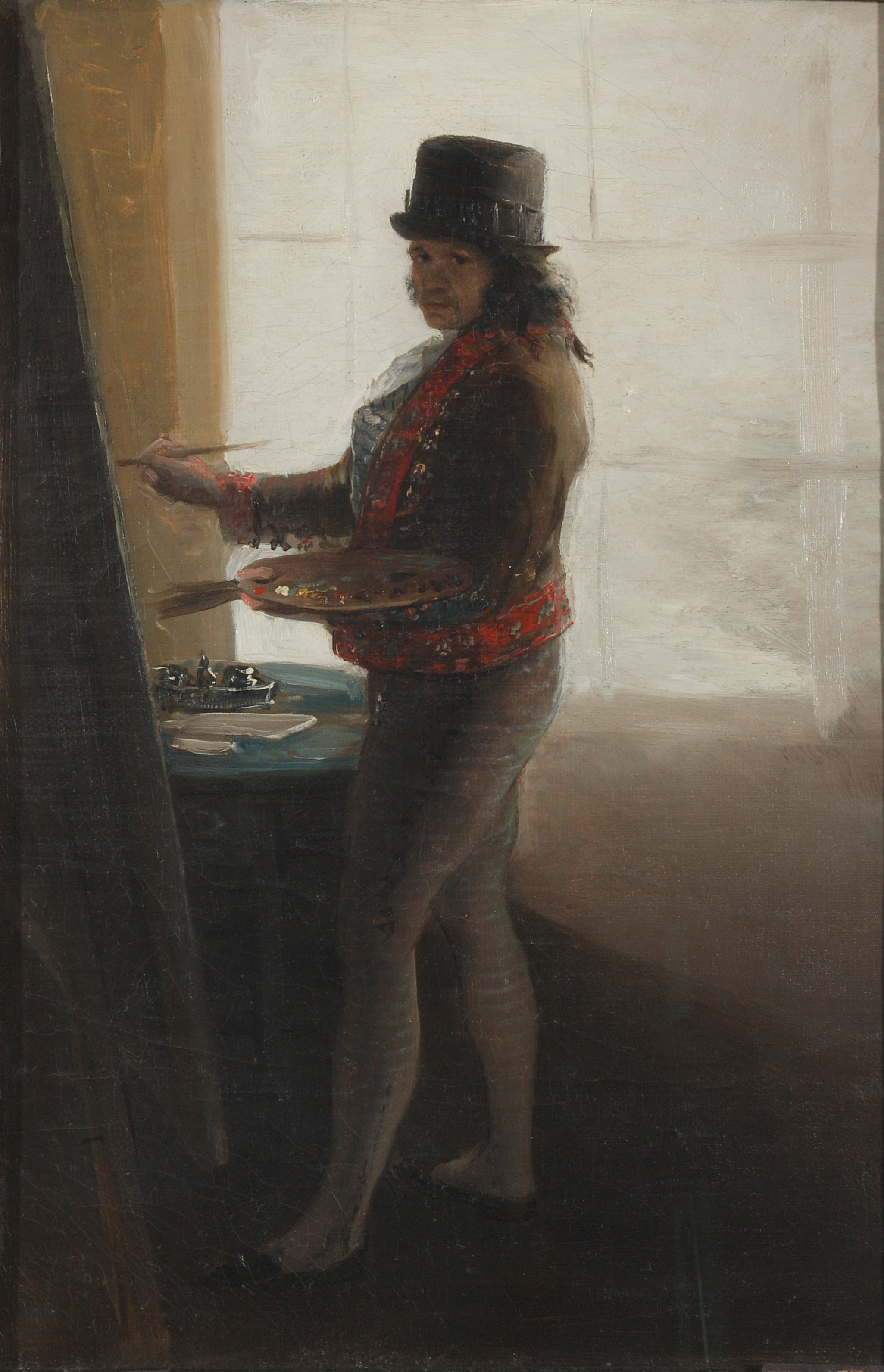
Francisco de Goya - Autorretrato no Cavalete - Real Academia de Belas-Artes de São Fernando

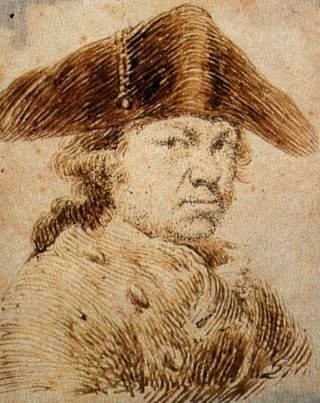
Goya - Autorretrato com tricórnio - Coleção Lehman, Nova York

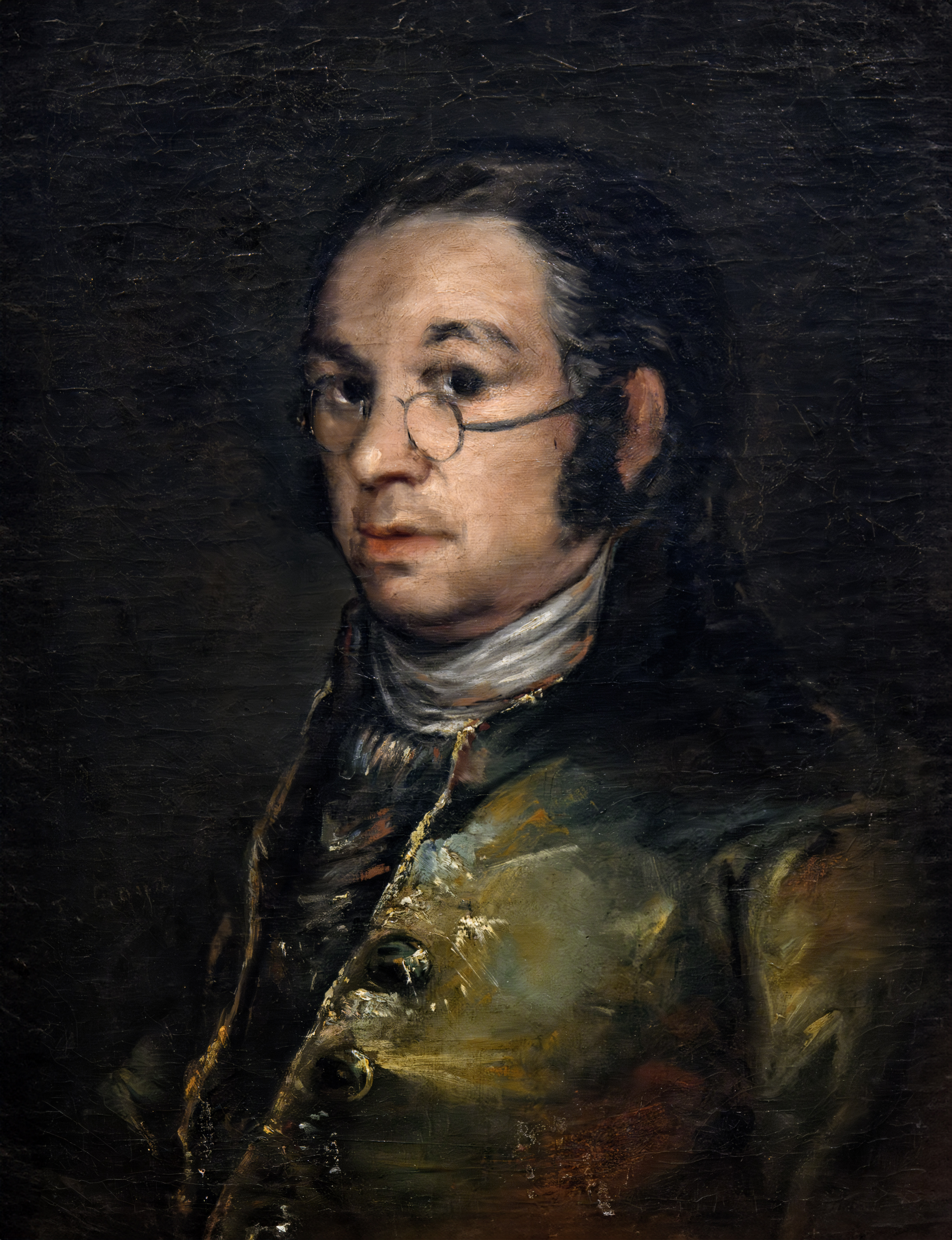
Goya - Autorretrato - Museu Goya, Castres

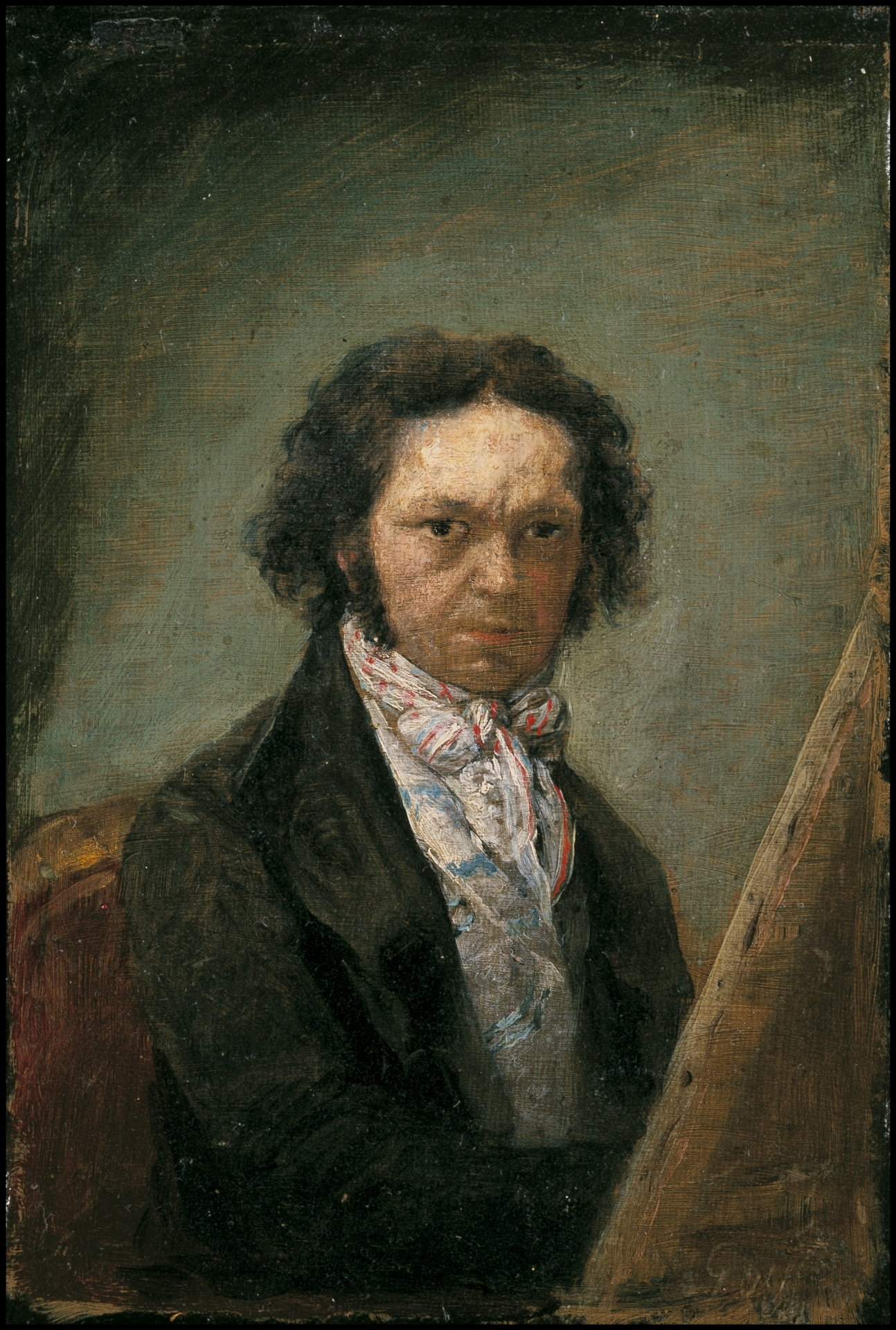
Autorretrato de Goya (1795) - Museu do Prado

Entre os anos de 1797 e 1799 Goya trabalhou na impressão da série Los Caprichos. Para o seu frontispício hesitou entre duas imagens que contêm dois autorretratos. A princípio pensou em colocar à frente o que mais tarde seria a gravura nº 43, O sonho da razão produz monstros, num de cujos desenhos preparatórios (c. 1797) a imagem do artista reclinado e rodeado de sonhos de pesadelo claramente constituía pela representação de seu rosto. No entanto, decidiu finalmente abrir Los Caprichos com o seu autorretrato Francisco Goya e Lucientes, pintor, de cartola, descrito na época como tendo um gesto satírico, em alusão à intenção crítica desta coleção. Preserva-se um desenho anterior de um busto completo dele. Em outro rascunho elaborado anteriormente para O Sonho de Mentiras e Inconstância, gravura destinada a Los Caprichos que não foi incluída na série, Goya também é vista em relação à imagem de uma mulher que tem traços da Duquesa de Alba e aparece. com duas faces, como um Jano de duas caras, o que novamente nos leva a pensar em um possível caso amoroso sofrido pelo artista.
Com características semelhantes ao muito discutido desenho a guache de 1800, trata-se de um minúsculo retrato a óleo sobre tela (18 x 12 cm) pintado por volta de 1795, provavelmente feito como presente à Duquesa de Alba, cujos herdeiros pertenceu a ele até ser leiloado em 1989. Aqui ele aparece, com fundo neutro e cinza, sentado em frente a uma tela, olhando para o que parece ser seu modelo e vestindo uma roupa da última moda do momento, dos quais se destaca um grande lenço branco no pescoço. A pintura foi adquirida pelo Museu do Prado em 1995.
É muito significativo um pequeno retrato de corpo inteiro preservado na Real Academia de Belas-Artes de São Fernando e pintado entre 1790 e 1795: o chamado Autorretrato no Atelier. O artista de perfil, retroiluminado, usa um estranho chapéu no qual há suportes para colocar velas, com as quais supostamente pintava à noite. Ele nos conta sobre sua atividade como intelectual – a luz destaca uma mesinha com uma mensagem escrita – e seu apreço pela atividade fora das atribuições oficiais. Nessa época desistiu de trabalhar como pintor de caricaturas de tapeçaria, alegando motivos de saúde, mas a pintura mostra-o ativo - como confirma sua biografia desses anos - e gostando de uma pintura que se distanciava das encomendas oficiais.
Dois outros autorretratos a óleo muito semelhantes entre si, parece até que está vestido com as mesmas roupas,14 com busto curto e com óculos14 estão no Museu Goya em Castres e no Museu Bonnat em Bayonne, ambos na França. É possível que o segundo mencionado seja um esboço do primeiro, sendo este mais elaborado. Neles ele adota a pose de um apresentador de ¨talk show¨ burguês, vestido como seus amigos ilustrados Jovellanos o Saavedra.

## Década de 1810

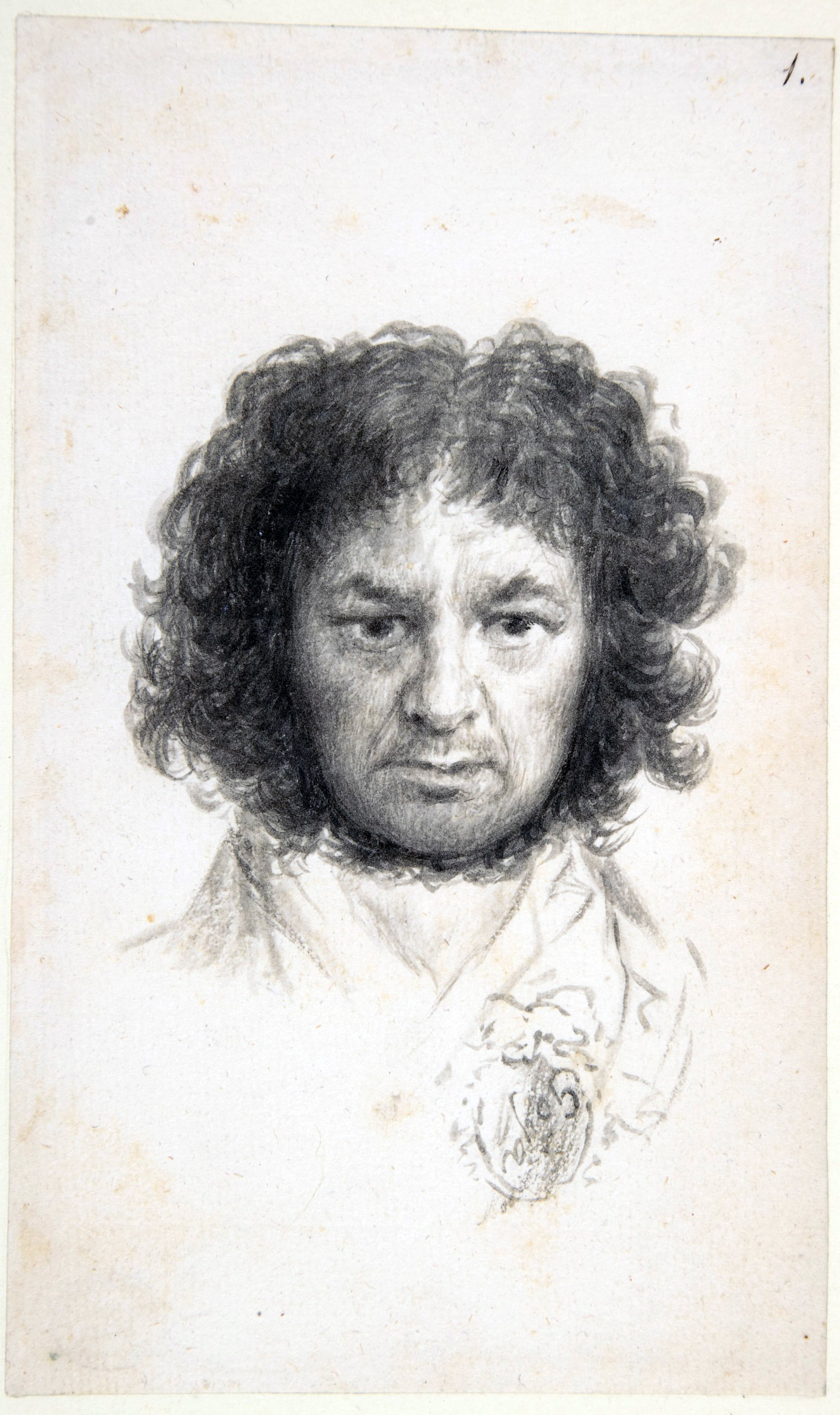
Goya - Autorretrato - Museu Metropolitano de Arte - Nova York

Dos dois autorretratos quase idênticos feitos em 1815, um foi doado por Javier Goya à Real Academia de Belas-Artes de São Fernando em 1829. Nesta obra, Goya é retratado com um leve sorriso e parece mais jovem e menos cansado do que na obra do Museu do Prado .16 Da mesma forma, outra diferença entre as duas obras é que nesta o artista parece inclinar-se mais para a direita para olhar por cima de um cavalete.
O Outro, que se encontra no Museu do Prado, esteve provavelmente na Quinta del Sordo, como consta do inventário que António de Brugada fez em 1834; foi adquirido pelo museu em 1866, do Museu de Trinidad.15 Ele se retrata nesta obra vestido com um avental de pintor de veludo vermelho escuro e camisa branca15 e assinou na pintura ainda fresca.

## Década de 1820

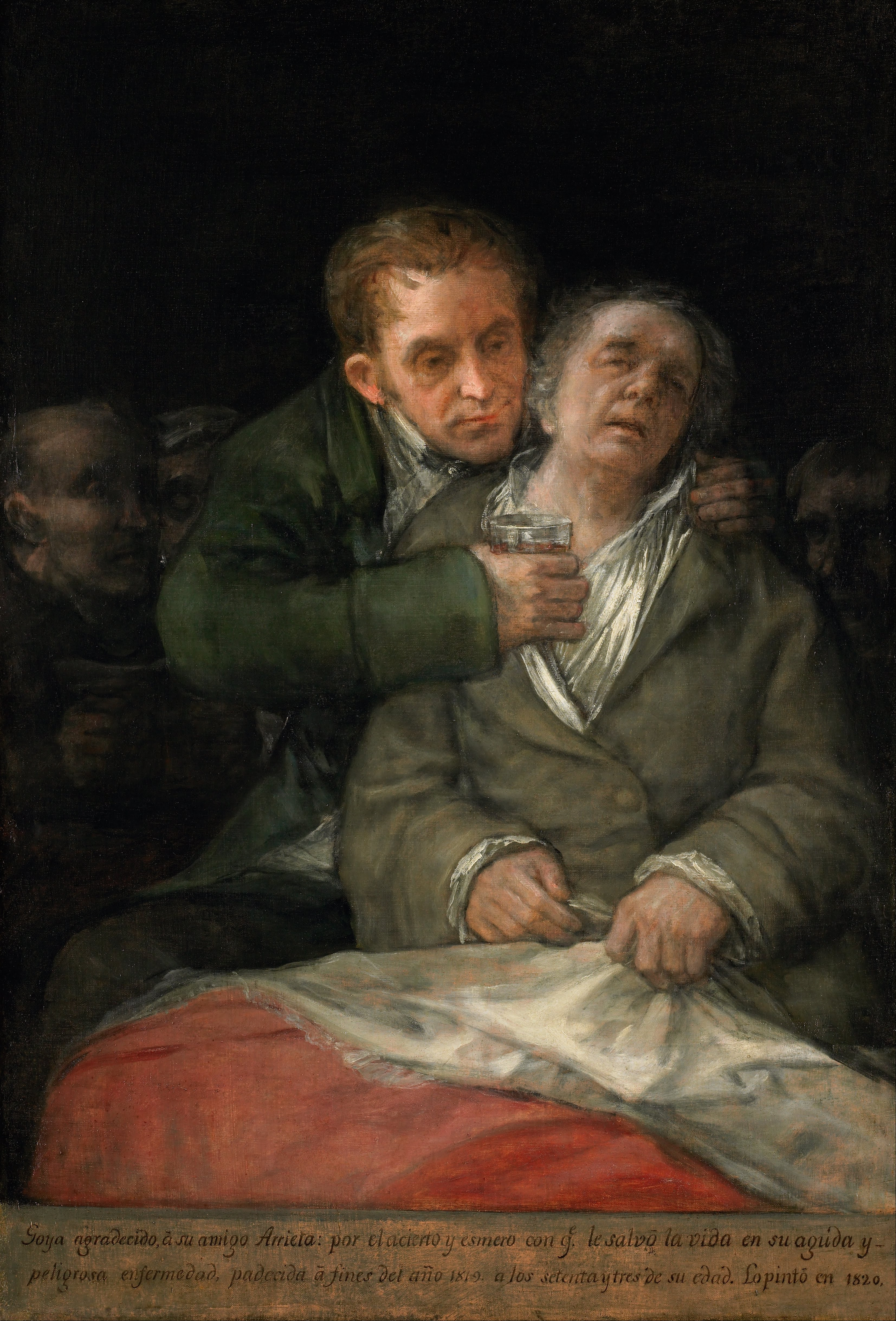
Goya ao seu médico Arrieta - Autorretrato

Emotivo é Goya ao seu médico Arrieta, quadro pintado em 1820 que reflete a grave doença que sofria desde novembro de 1819 - talvez o tifo -, na qual foi tratado pelo médico Eugenio García Arrieta. Ele se retrata doente e moribundo, detido pelas costas pelo médico que lhe dá um remédio para beber. Num fundo escuro, aparecem alguns rostos de mulheres ao fundo à esquerda que os críticos identificaram com a representação das Parcas. Numa cartela na parte inferior da pintura há uma inscrição, presumivelmente autografada, que diz:
Goya grato ao amigo Arrieta: pelo sucesso e cuidado com que salvou a vida na doença aguda e perigosa, sofrida no final do ano de 1819, aos setenta e três anos. Eu pintei em 1820.
O último autorretrato conhecido de autoria do artista é um pequeno desenho, medindo 84 mm x 69 mm, feito em 1824 em caneta com tinta marrom, adquirido pelo Museu do Prado em 1944, com o rosto de perfil e usando boné.